# Natal'ja Georgievna Gundareva
Natal'ja Georgievna Gundareva (in russo Ната́лья Гео́ргиевна Гу́ндарева?; Mosca, 28 agosto 1948 – Mosca, 15 maggio 2005) è stata un'attrice teatrale e attrice cinematografica sovietica e russa.

## Biografia
Natal'ja Gundareva, nota per i suoi ruoli drammatici di infelici donne di mezza età, è nata e cresciuta a Mosca. Inizialmente studia in università da ingegnere e lavora in un ufficio edilizio nella capitale. Solo nel 1967 si iscrive all'Istituto teatrale Ščukin e si diploma nel 1971, quattro anni dopo. Da quel momento si dedicherà al Teatro Majakovskij.
Nonostante debutti al cinema dal 1966 si fa notare solo nel 1972 col suo ruolo da protagonista in Zdravstvuj i proščaj. Dopo questo inizia una carriera di lodate performance durante gli anni '70, come in Maratona d'autunno (1975), Sladkaja ženščina, Podranki (1977), Vas ožidaet graždanka Nikanorova (1978) e Maratona d'autunno (1979). Proprio nel 1979 raggiunge il picco della sua carriera teatrale interpretando Katerina Izmajlova in Lady Macbeth del Distretto di Mcensk.
Nel 1981 viene lodata dalla critica russa per la sua performance di una madre di dieci figli in Odnaždy dvadcat' let spustja e per ben tre volte (1977, 1981, 1984) è stata votata dai lettori della famosa rivista cinematografica Sovetskij Ekran Miglior attrice dell'anno. Nel 1990 vieni insignita del primo premio internazionale, è la miglior attrice al Montreal World Film Festival per Sobačij pir.
Nel 2001 soffre di un infarto dal quale non riuscirà più a riprendersi e muore il 15 maggio 2005 a soli 56 anni.